# Jeux mondiaux des sports gaéliques
Les Jeux mondiaux des sports gaéliques (GAA World Games en anglais) est un événement sportif international organisé par l'Association athlétique gaélique ou GAA (en irlandais: Cumann Lúthchleas Gael, en anglais Gaelic Athletic Association). 
Après une première édition test en 2015 qui ne comportait que le football gaélique masculin et féminin, les jeux mondiaux regroupent désormais plusieurs compétitions de football gaélique, de hurling et de camogie.
Depuis l'édition de 2016, les jeux mondiaux gaéliques sont programmés tous les 3 ans. La pandémie de Covid-19, qui a impacté un certain nombre de compétitions de sports gaéliques, a causé un décalage d'un an (l'édition de 2023 aurait théoriquement dû se produire en 2022) qui a par la suite été conservé.
Le 1er août 2025, le World GAA Council a confirmé que la ville de Waterford serait retenue pour héberger à nouveau les Jeux mondiaux, devant les autres villes candidates Kerry et Derry.

## Éditions
| Edition | Intitulé                                        | Lieu de la compétition et des finales                        | Lieu de             | Pays                | Nombre de participant(e)s | Nombre de sélections nationales ou régionales | Nombre de pays représentés |
| ------- | ----------------------------------------------- | ------------------------------------------------------------ | ------------------- | ------------------- | ------------------------- | --------------------------------------------- | -------------------------- |
| 2015    | Etihad Airways GAA World Games - Abu Dhabi 2015 | Zayed Sports City, Abu Dhabi                                 | Abou Dabi           | Émirats arabes unis | non communiqué            | 28                                            | non communiqué             |
| 2016    | Etihad Airways GAA World Games - Dublin 2016    | UCD Belfield, Co. Dublin & Croke Park, Dublin                | Dublin              | Irlande             | 1100+                     | 56                                            | 20                         |
| 2019    | Renault GAA World Games - Waterford 2019        | WIT Arena, Co. Waterford & Croke Park, Dublin                | Waterford et Dublin | Irlande             | 1300+                     | 97                                            | (10 Régions GAA)           |
| 2023    | FRS Recruitment GAA World Games - Derry 2023    | Owenbeg Centre of Excellence, Co. Derry & Celtic Park, Derry | Derry               | Royaume-Uni         | 1500+                     | 93                                            | 25                         |
| 2026    | 2026 World GAA Games (intitulé temporaire)      | SETU Arena, Co. Waterford & Walsh Park, Waterford            | Waterford           | Irlande             | 2000+ (estimation)        | 100+ (estimation)                             |                            |

## Autres compétitions internationales de sports gaéliques
Il existe par ailleurs d'autres compétitions internationales de sports gaéliques, dont les Championnats d'Europe de sports gaélique, qui se tiennent généralement l'année précédent les Jeux mondiaux des sports gaéliques. La dernière édition a eu lieu en juillet 2025 à Vannes.